# Ümit Serdaroğlu
Ümit Serdaroğlu (* 1932 in Istanbul; † 23. September 2005 ebenda) war ein türkischer Klassischer Archäologe und Architekt.

## Leben
Ümit Serdaroğlu studierte an der Universität Ankara, wo er 1964 im Fach Klassische Archäologie bei Ekrem Akurgal  mit einer Arbeit über Die ionische Architektur archaischer Zeit promoviert wurde. Von 1964 bis 1966 war er mit einem Stipendium der Alexander von Humboldt-Stiftung an der Universität Heidelberg. Danach studierte er wieder in Ankara Architektur, wodurch die Restaurierung alter Bauten zu seinem zweiten Tätigkeitsfeld neben der Archäologie wurde.
Seit 1978 war er Professor für Restaurierung an der Ege Üniversitesi in Izmir, seit 1983 Professor für Architekturgeschichte und Restaurierung an der Mimar-Sinan-Universität der Schönen Künste in Istanbul, daneben war er seit 1994 an der Universität Çanakkale und seit 2000 an der Maltepe Üniversitesi in Istanbul tätig.
Er nahm an Ausgrabungen und Forschungen in Ağın, Bayraklı, Bodrum, Daskyleion, Euromos, Kalaycı, Kyzikos, Phokaia und Pitane teil. Daneben führte er zahlreiche Restaurierungsprojekte in Akdamar, Assos, Bodrum, Bursa, Çanakkale, Istanbul und İzmir durch. Seine wichtigsten Forschungen galten jedoch der antiken Stadt Assos in der Troas, deren Ausgrabungen er von 1981 bis zu seinem Tod leitete. Hier liegt er auch begraben.

## Schriften (Auswahl)
- Aşağı Fırat Havzasında Araştırmalar, 1975 = Surveys in the lower Euphrates basin. Ankara 1977.
- Bautätigkeit in Anatolien unter der persischen Herrschaft. In: Palast und Hütte. Beiträge zum Bauen und Wohnen im Altertum. Tagungsbeiträge eines Symposiums der Alexander von Humboldt-Stiftung 1979 in Berlin. Zabern, Mainz 1982, S. 347–356.
- mit Reinhard Stupperich (Hrsg.): Ausgrabungen in Assos. 4 Bände. (= Asia Minor Studien. Bd. 2. 5. 10. 21). Habelt, Bonn 1990–96.
- mit Johannes G. Deckers: Das Hypogäum beim Silivri-Kapı in Istanbul. In: Jahrbuch für Antike und Christentum. Nr. 36, 1993, S. 140–163.
- mit Johannes G. Deckers: Das Hypogäum beim Silivri-Kapı in Istanbul. In: Ernst Dassmann, Josef Engemann (Hrsg.): Akten des XII. Internationalen Kongresses für Christliche Archäologie, Bonn 22. – 28. September 1991. (= Jahrbuch für Antike und Christentum. Ergänzungsband 20). Aschendorff Verlag, Münster 1995–1997, S. 674–681.
- Assos (Behramkale). Istanbul 1995, ISBN 975-7538-76-0 Text im Internet; 3. Auflage Istanbul 2005, ISBN 975-7538-75-2.
- Lykia-Karia'da Roma Dönemi Tapınak Mimarlığı. Istanbul 2004, ISBN 975-6561-63-7.